# St. Antonius (Merfeld)
Die römisch-katholische Kirche St. Antonius liegt im Dülmener Ortsteil Merfeld und wurde 1939 geweiht. Kirchenpatron ist Antonius der Große.

## Geschichte
Vor dem Bau der Kirche nutzten die Merfelder die Schlosskapelle des Hauses Merfeld St. Antonius Abt von 1466. Da diese jedoch im 19. Jahrhundert zu klein wurde, beriet man sich über den Bau einer eigenen Kirche. Im beginnenden 20. Jahrhundert wurden diese Pläne konkreter, mussten jedoch aufgrund der Hyperinflation in Deutschland aufgeschoben werden.
Im Oktober 1933 gründete sich schließlich ein Kirchbauverein, dem auch der Reichskanzler Franz von Papen angehörte. Die Gestaltung des Baus wurde kontrovers diskutiert, schließlich einigte man sich auf einen Klinkerbau. Architekt der Kirche war Franz Hagemeyer, welcher sich an der Kirche Christus König im emsländischen Dalum orientierte. Die Grundsteinlegung erfolgte am 7. Juli 1935 und die Einweihung durch den Bischof von Münster, Clemens August Graf von Galen, am 15. August 1939.

## Architektur
Die Kirche ist über einem basilikalen Grundriss aus Klinkermauerwerk erbaut und ist mit einem Satteldach gedeckt. Die Apsis hat einen Dreiachtelschluss, der Innenraum ist mit einer flachen Decke überspannt. Die Rundbogenfenster des Obergadens sind wie alle übrigen Fenster farbig verglast.

## Innenausstattung
Altar, Ambo und Sakramentsstele aus Granit sind Werke des Kölner Bildhauers Toni Zenz. Der Taufstein, eins der ältesten Ausstattungsstücke der Kirche, stammt noch aus der ehemaligen Schlosskapelle, der Deckel mit den vergoldeten Palmetten wurde erst im 20. Jahrhundert hinzugefügt.
An der Kopfseite des rechten Seitenschiffes ist ein Terrakotta-Relief aus dem 17. Jahrhundert eingelassen mit einer Darstellung des Antonius Abbas als Helfer der Pestkranken.
Die Farbglasfenster sind Arbeiten des Dülmener Glasmalers Bernd Schlüter aus den Jahren 1937 bis 1939.
1982 wurde der Innenraum nach dem Zweiten Vatikanischen Konzil umgestaltet.

## Trivia
Die vor und während der Hyperinflation gesammelten und wertlosen Geldbeträge wurden symbolisch in den Grundstein der Kirche eingelassen, sodass sich bis heute 1,1 Billionen Mark im Mauerwerk befinden.